# Santa Cruz Warriors
Die Santa Cruz Warriors sind ein US-amerikanisches Basketballteam, das derzeit in der NBA G-League aktiv ist.

## Geschichte

### IBA
1995–2001 spielte das Team als Dakota Wizards in der International Basketball Association. In der letzten Spielzeit dieser Liga gewannen die Wizards die Meisterschaft.

### CBA
Nach der Auflösung der IBA wechselten die Wizards in die Continental Basketball Association, wo sie ihre erste reguläre Saison mit 26 gewonnenen und nur 14 verlorenen Spielen beendeten und in diesem Jahr in den Finals den Rockford Lightning mit 116:109 besiegten und Meister wurden.
In der nächsten Saison gingen sie als Favorit in das Titelrennen, verloren allerdings im Playoff-Halbfinale gegen die späteren Champions dieser Saison, nämlich gegen die Yakima Sun Kings.
Die darauffolgende Saison war die beste in der Geschichte des Teams, es beendete die reguläre Saison mit 34 gewonnenen und 14 verlorenen Spielen und wurde mit einem Sieg in den Finals gegen die Idaho Stampede erneut Meister.
Nach dieser Saison wechselte Coach Dave Joerger zur Sioux Falls Skyforce. Der damalige Co-Trainer Casey Owens wurde Cheftrainer. Sie schafften es wieder mit einer guten Bilanz in die G-League-Playoffs, wo sie allerdings nach 5 Spielen gegen ihren Erstrundengegner Sioux Falls Skyforce ausschieden.
Die nächste Saison lief schlecht für die Wizards, mit 19 gewonnenen und 29 verlorenen Spielen erreichten sie die Playoffs nicht, was den Trainer Dave Bliss, der vor der Saison Owens abgelöst hatte, veranlasste, das Team wieder zu verlassen.

### NBA G-League
Es war nicht sicher, aber am 1. April wurde bekanntgegeben, dass das Team drei Jahre in seiner Arena bleiben würde, und am 6. April gab es seinen Wechsel in die NBA G-League bekannt. In der ersten G-League-Saison besiegte es im Finale die Colorado 14ers in der Overtime.
Zur Saison 2009/10 wurde Rory White das Traineramt anvertraut. In seiner ersten Spielzeit schaffte er es mit dem Team in die Playoffs, in seiner zweiten allerdings nicht mehr.
Zur Saison 2011/12 kauften die Golden State Warriors das Team und machten es damit zum vierten Franchise der G-League, das vollständig einem NBA-Team gehört. Die Wizards übernahmen die Farben der Warriors. Nate Bjorkgren wurde zum Trainer ernannt.
Zur Saison 2012/13 verlegten die Warriors das Team nach Santa Cruz. Neben den Farben wurde bei der Umsiedlung auch der Name der Franchise angepasst, und das Team wurde in Santa Cruz Warriors umbenannt, um einen direkten Bezug zu den Golden State Warriors herzustellen. In der ersten Saison in Santa Cruz konnten sich die Warriors für die Playoffs qualifizieren und zogen im April 2013 in die Finals um die Meisterschaft der G-League ein.